# Zachary Scott Rogers
Zachary Scott Rogers (1976 -) es un botánico estadounidense; desarrollando actividades académicas como "asistente curatorial", y "coordinador asistente" del "Programa Madagascar", en el Missouri Botanical Garden.

## Algunas publicaciones
- ------------. 2010. Nomenclatural Notes on American Thymelaeaceae. Novon 20: 448-462

- s.a. Bodine, z.s. Rogers. 2010. Peponium: an interesting genus of Cucurbitaceae from Africa, Madagascar, and the Seychelles. Scripta Bot. Belg. 46: 92

- z.s. Rogers. 2009. A Revision of Malagasy Gnidia (Thymelaeaceae, Thymelaeoideae). Ann. Missouri Bot. Gard. 96: 324–368

- p.w. Sweeney, z.s. Rogers. 2008. Nomenclatural Notes on Garcinia (Clusiaceae) from Madagascar and the Comoros. Novon 18: 524–537

- m.d. Zhang, y.m. Shui, h.w. Li, z.s. Rogers, w.h. Chen, r.m. Zhang. 2008. Daphne hekouensis (Thymelaeaceae), a new species from China. Ann. Bot. Fenn. 45: 296–298

- z.s. Rogers, d.l. Nickrent, v. Malécot. 2008. Staufferia and Pilgerina: Two new endemic monotypic arborescent genera of Santalaceae from Madagascar. Ann. Missouri Bot. Gard. 95: 391–404

- a.f. Fuentes, z.s. Rogers. 2007. Dos especies nuevas de Weinmannia de los bosques montanos en La Paz, Bolivia. Novon 17: 326–331

- z.s. Rogers, p.w. Sweeney. 2007. Two distinctive new species of Malagasy Garcinia (Clusiaceae). Syst. Bot. 32: 772–779

- t. Consiglio, g.e. Schatz, g. McPherson, p.p. Lowry II, j. Rabenantoandro, z.s. Rogers, r. Rabevohitra, d. Rabehevitra. 2006. Deforestation and plant diversity of Madagascar’s Littoral Forests. Conservation Biology 20: 1799-1803

- z.s. Rogers, a. Randrianasolo, j.s. Miller. 2006. A new species of Ludia (Salicaceae) from Madagascar’s eastern littoral forest. Novon 16: 409-412

- ------------, m. Spencer. 2006. Typification of Linnaean and Linnaeus filius plant names in Thymelaeaceae. Taxon 55: 483-488

- ------------. 2006. A new species of Malagasy Gnidia and the lectotypification of Octolepis decalepis (Thymelaeaceae). Adansonia, sér. 3, 28: 155-160

- ------------. 2006. Thymelaeaceae. Pp. 400–401, en Sosef, M. S. M. et al. Checklist of Gabonese Vascular Plants. Scripta Botanica Belgica. Vol. 35. National Botanic Garden of Belgium

- ------------, v. Malécot, k.g. Sikes. 2006. A taxonomic revision of Olax (Olacaceae) in Madagascar. Adansonia 3, 28: 71-100

- p.e. Berry, z.s. Rogers. 2005. Tepuianthaceae. Pp. 297-299, en Steyermark, J. A., Berry, P. E., Yatskievych, K. & Holst, B. K. Gen. eds. Flora of the Venezuelan Guayana. Vol. 9. Rutaceae-Zygophyllaceae. Vol. eds. Berry, P. E., Yatskievych, K. & Holst, B. K. Monogr. Syst. Bot. Missouri Bot. Gard.

- z.s. Rogers. 2005. A revision of Octolepis Oliv. (Thymelaeaceae, Octolepidoideae). Adansonia 3, 27: 89-111

- ------------, p.e. Berry, j.a. Steyermark. 2005. Thymelaeaceae. Pp. 332-342, en Steyermark, J. A., Berry, P. E., Yatskievych, K. & Holst, B. K. Gen. eds. Flora of the Venezuelan Guayana. Volume 9. Rutaceae-Zygophyllaceae. Vol. eds. Berry, P. E., Yatskievych, K. & Holst, B. K. Monogr. Syst. Bot. Missouri Bot. Gard.

- ------------. 2004. A revision of Stephanodaphne Baill. (Thymelaeaceae). Adansonia 3, 26: 7-35 [sobre la base de componentes taxonómicos de estudios de graduación]

- ------------, c. Antezana, j.r.i. Wood, s.g. Beck. 2004. A distinctive new species of Ovidia (Thymelaeaceae) from Bolivia. Novon 14: 332-336

- ------------, j.c. Bradford. 2004. Weinmannia magnifica and W. aggregata (Cunoniaceae): two distinctive new species from Madagascar. Adansonia, sér. 3, 26: 83-91

- ------------. 2002. A new species of Weinmannia (Cunoniaceae: Cunonieae) from southern Ecuador. Novon 12: 249–252

- ------------. 2002. Two new species of Weinmannia (Cunoniaceae: Cunonieae) from southern Ecuador. Sida 20: 179–187

- La abreviatura «Z.S.Rogers» se emplea para indicar a Zachary Scott Rogers como autoridad en la descripción y clasificación científica de los vegetales.[1]